# 乔治·L·约翰逊
乔治·李·约翰逊（英語：George Lee Johnson，1956年12月8日—），美国NBA联盟前职业篮球运动员。他在1978年的NBA选秀中第1轮第12顺位被密尔沃基雄鹿选中。